# Drypetes rhakodiskos
Drypetes rhakodiskos là một loài thực vật có hoa trong họ Putranjivaceae. Loài này được (Hassk.) Bakh.f. mô tả khoa học đầu tiên năm 1963.